# Maria de Saxe-Coburgo-Gota
Maria Alexandra Vitória (em inglês: Marie Alexandra Victoria; Kent, 29 de outubro de 1875 – Sinaia, 18 de julho de 1938), foi a esposa do rei Fernando I e última Rainha Consorte da Romênia de 1914 até 1927. Nascida Princesa do Reino Unido e de Saxe-Coburgo-Gota, era a segunda criança e primeira menina de Alfredo, Duque de Saxe-Coburgo-Gota e de sua esposa, a grã-duquesa Maria Alexandrovna da Rússia, tendo sido neta da rainha Vitória do Reino Unido e do czar Alexandre II da Rússia.
Nascida na família real britânica como princesa Maria de Edimburgo, Maria viveu seus primeiros anos entre Kent, Malta e a cidade de Coburgo, na Alemanha. Após recusar a proposta de casamento de seu primo, o futuro Jorge V do Reino Unido, ela casou-se com o príncipe Fernando, herdeiro do rei Carlos I da Romênia, em 1892. No longo período em que ocupou a posição de consorte do príncipe herdeiro (entre 1893 e 1914), Maria tornou-se bastante popular entre o povo romeno. A fama de que ela controlava o fraco gênio do marido levou um jornal canadense a afirmar que "poucas consortes reais exerceram maior influência do que a rainha Maria, durante o reinado de seu marido". Tal influência teria sido decisiva para que Fernando I declarasse guerra à Alemanha, em 1916.
Durante a Primeira Guerra Mundial, Bucareste foi ocupada pelas tropas inimigas e a família real teve que refugiar-se na Moldávia. Lá, Maria e suas filhas atuaram como enfermeiras, cuidando dos soldados feridos ou atingidos pelo cólera. Em 1919, após o término do conflito, Maria participou da Conferência de Paz de Paris, onde fez campanha pelo reconhecimento internacional da Grande Romênia.
Como rainha, ela era muito popular, tanto na Romênia quanto no exterior – chegou a ser recebida com grande entusiasmo durante uma viagem oficial aos Estados Unidos, em 1926. Com a morte de Fernando I, em 1927, ela recusou-se a compor o conselho de regência durante a menoridade de seu neto, Miguel I. Em 1930, seu filho mais velho – que havia renunciado aos seus direitos ao trono em 1925 – depôs o jovem rei e assumiu o trono, como Carlos II. A partir de então, esforçou-se por derrubar a popularidade materna. Afastada da cena política, Maria passou a viver em sua residência, próximo ao mar Negro. Diagnosticada com uma cirrose hepática, ela morreu no Castelo de Pelişor, em 1938.

## Biografia

### Primeiros anos
Marie nasceu na residência de seus pais, Eastwell Park, em Kent, em 29 de outubro de 1875, às 10:30 horas, na presença de seu pai. Seu nascimento foi comemorado com uma salva de tiros de canhão. Ela era a segunda criança e primeira varoa do príncipe Alfredo, duque de Edimburgo e da princesa Maria Alexandrovna (nascida grã-duquesa da Rússia). Ela recebeu os nomes de Maria Alexandra Vitória, em homenagem à sua mãe e avós, mas entre família era chamada de Missy. O duque de Edimburgo escreveu que sua filha promete ser tão saudável quanto seu irmão e dá todos os indícios de ter pulmões perfeitamente desenvolvidos e mostrou isso antes mesmo de vir ao mundo. Como neta da monarca britânica pela linha masculina, recebeu o estilo de Sua Alteza Real, Princesa Maria de Edimburgo desde o nascimento.
Maria foi batizada na capela privada do Castelo de Windsor, em 15 de dezembro 1875, solenidade presidida pelos deões de Westminster e de Windsor. A cerimônia teve "natureza estritamente privada" porque foi realizada um dia após o aniversário de morte do marido da rainha Vitória, o príncipe Alberto. Maria teve como padrinhos a czarina Maria Alexandrovna da Rússia (sua avó materna, representada no ato pela rainha Vitória), a princesa de Gales (sua tia paterna), a duquesa de Saxe-Coburgo-Gota (sua tia-avó, representada pela princesa Helena de Schleswig-Holstein), o czarevich da Rússia (seu tio materno, representado pelo conde Pedro Andreievich Shuvalov) e Artur, Duque de Connaught e Strathearn (seu tio paterno, representado pelo duque de Albany).

### Educação

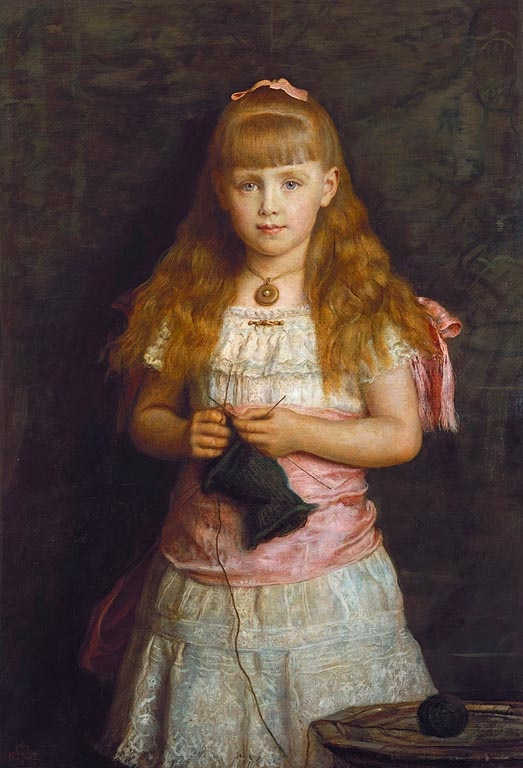
A princesa, em retrato de John Everett Millais, de 1882. A pintura, encomendada pela rainha Vitória, chegou a ser exposta na Academia Real Inglesa.

Maria e seus irmãos – Alfredo (nascido em 1874), Vitória Melita (nascida em 1876 e apelidada de Ducky), Alexandra (nascida em 1878 e apelidada de Sandra) e Beatriz (nascida em 1884 e apelidada de Baby Bee) – passaram grande parte de suas vidas pregressas em Eastwell Park, local que sua mãe preferia a Clarence House, sua residência oficial. Em suas memórias, Maria refere-se carinhosamente a Eastwell. O duque de Edimburgo foi praticamente inexistente na vida de seus filhos, em virtude de sua posição na Marinha Real Britânica, que ficaram a cargo completo da mãe. Maria afirmou mais tarde que nem ao menos sabia a cor dos cabelos de seu pai até ver seus retratos, acreditando serem muito mais escuros do que realmente eram. Quando estava em casa, entretanto, o duque costumava brincar com seus filhos, inventando vários jogos para eles. De todos os seus irmãos, Vitória Melita era a mais próxima de Maria. Embora fosse um ano mais nova, todos acreditavam ser Vitória a mais velha, em virtude de sua estatura. Todos os filhos do duque de Edimburgo foram batizados e educados na fé anglicana, algo que incomodava a duquesa, cristã ortodoxa.
A duquesa de Edimburgo era defensora da ideia de separação das gerações e Maria lamentava profundamente o fato de sua mãe nunca permitir que as duas conversassem de igual para igual. Ainda assim, a duquesa era uma mulher independente, culta e a pessoa mais importante na vida de seus filhos. Por determinação dela, as filhas aprenderam francês, que Maria detestava e raramente falava. No geral, a duquesa negligenciou a educação de suas filhas, considerando-as pouco brilhantes ou talentosas. Elas tinham autorização para ler em voz alta, mas receberam apenas uma instrução superficial em pintura e desenho, áreas em que haviam herdado o talento da rainha Vitória. Os duques de Edimburgo recebiam com frequência membros da família real em Eastwell Park, onde eram convidados quase que diariamente para o café. Essa proximidade levou Maria e Vitória Melita a serem convidadas para servirem como damas de honra no casamento de sua tia, a princesa Beatriz, com o príncipe Henrique de Battenberg. Entre as companhias mais frequentes de Maria estavam seus primos maternos, os grão-duques Nicolau ("Nicky") e Jorge (Georgie) e a grã-duquesa Xenia da Rússia – os outros dois primos russos, o grão-duque Miguel (Misha) e a grã-duquesa Olga eram muito jovens para as meninas Edimburgo. Eventualmente, também tinham contato com os filhos de seu tio materno, o grão-duque Vladimir Alexandrovich da Rússia.

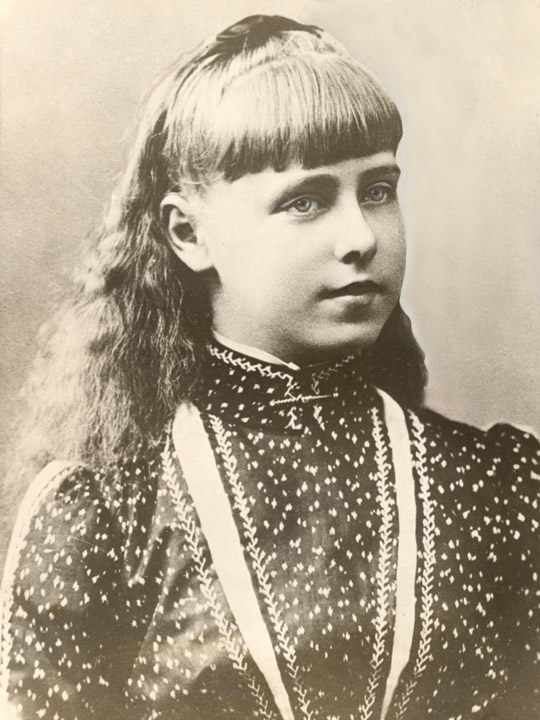
Maria, aos treze anos de idade.

Em 1886, quando Maria tinha onze anos, o duque de Edimburgo foi nomeado comandante-em-chefe da esquadra do Mediterrâneo e a família passou a residir no Palácio de San Anton, em Malta. Sua estadia na ilha era recordada como a memória mais feliz de minha existência. Também foi em Malta que Maria encontrou seu primeiro amor, Maurice Bourke, capitão do navio do duque, a quem ela chamava de Captain Dear. A jovem chegava a ter crises de ciúmes quando Bourke dava mais atenção a uma de suas irmãs do que a ela. O duque e a duquesa de Edimburgo eram bastante queridos em Malta e o Palácio de San Anton estava sempre cheio de convidados. Maria e Vitória Melita ganharam cavalos brancos de sua mãe e iam quase que diariamente ao hipódromo local, com exceção dos sábados. Durante o primeiro ano em Malta, uma governanta francesa supervisionava a educação das princesas, mas, devido à sua saúde debilitada, ela foi substituída no ano seguinte por uma alemã mais jovem.
Nessa época, como o príncipe de Gales houvesse renunciado aos seus direitos ao trono do Ducado de Saxe-Coburgo-Gota, o duque de Edimburgo tornou-se herdeiro presuntivo de seu tio, o duque Ernesto II. Consequentemente, a família mudou-se para Coburgo em 1889. Maria referiu-se mais tarde a esse momento como o fim de uma vida de absoluta felicidade e alegria, sem nuvens, de uma vida sem decepções ou ilusões e sem qualquer nota discordante. A duquesa, que era pró-Alemanha, contratou uma governanta alemã para suas filhas, comprou-lhes roupas simples e até as confirmou na fé luterana. A família passava os verões no Castelo de Rosenau. O duque Ernesto foi descrito por Maria como alguém que tinha suas esquisitices; sua corte era menos rígida que outras cortes alemãs da época. Em Coburgo, a educação das princesas foi ampliada: maior ênfase foi dada à pintura e à música, cujas aulas eram ministradas por Anna Messing e Mrs. Helferich, respectivamente. As princesas também apreciavam o teatro e assistiam às apresentações no Teatro Coburgo às quintas-feiras e aos domingos. Maria e Vitória Melita observavam frequentemente os amigos de seu irmão e faziam comentários sobre os que mais gostavam – algo que Maria considerava inevitável às meninas que tem irmãos. Outros eventos que as meninas apreciavam grandemente em Coburgo eram as festas de inverno organizadas por sua mãe, quando elas tinham oportunidade de patinar no gelo e participar de jogos, como o hóquei.

### Casamento

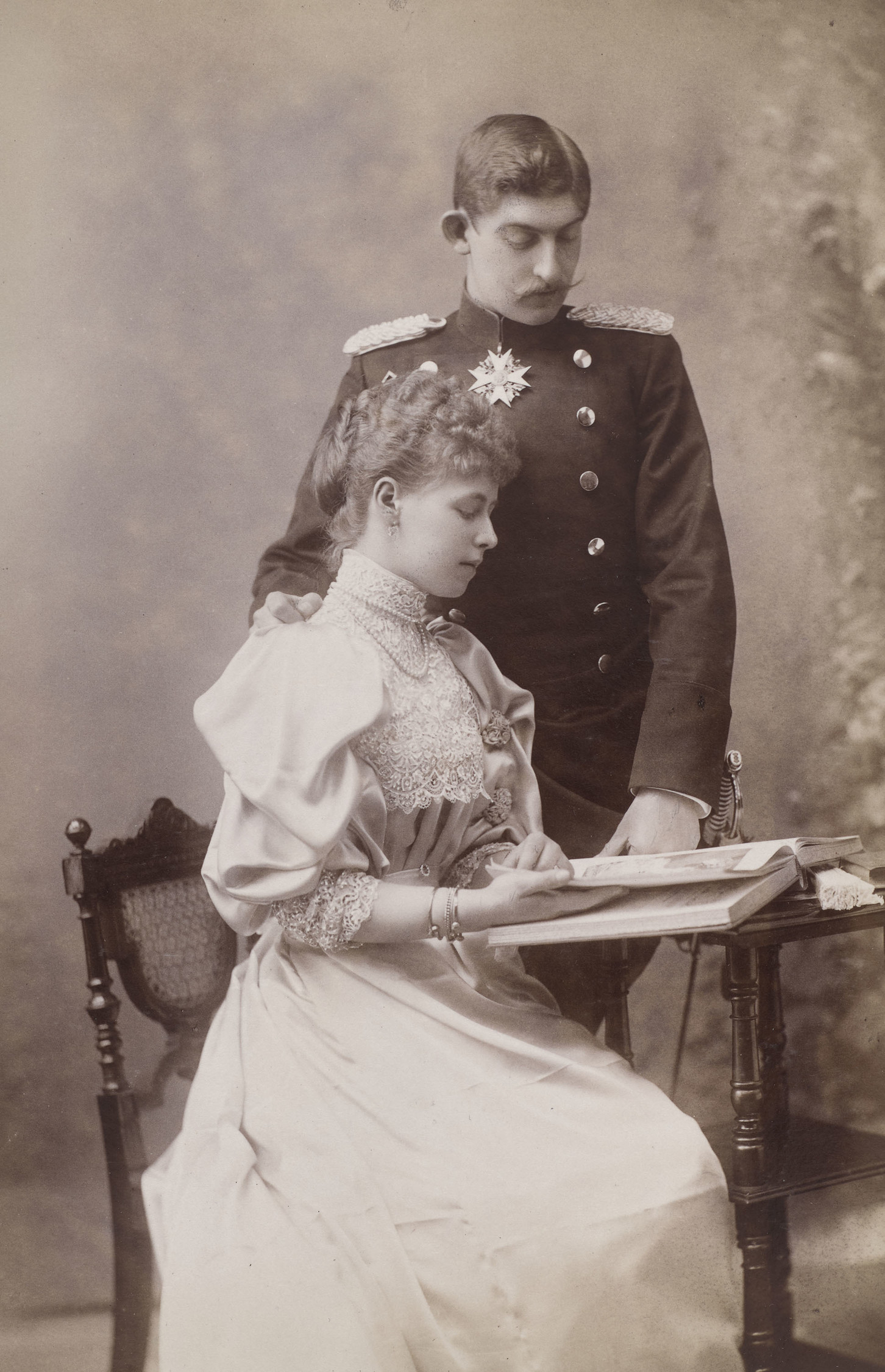
Fernando e Maria como príncipes herdeiros, em 1893

Maria cresceu e tornou-se uma jovem adorável, com "brilhantes olhos azuis e sedosos cabelos louros" e seus pretendentes logo se multiplicaram. Entre eles, estava o príncipe Jorge de Gales, que em 1892 tornou-se o segundo na linha de sucessão ao trono britânico. A rainha Vitória, o príncipe de Gales e o duque de Edimburgo aprovaram a união, mas a princesa de Gales e a duquesa de Edimburgo não. A Princesa de Gales não suportava o sentimento pró-alemão da família e a duquesa de Edimburgo, que detestava tanto a Inglaterra quanto a família reinante, não desejava que sua filha permanecesse no país. Maria Alexandrovna também não gostou do fato da princesa Alexandra, cujo pai fora um príncipe alemão menor antes de ser chamado ao trono dinamarquês, estar acima dela na ordem de precedência. Além disso, a duquesa de Edimburgo era contra a ideia do casamento entre primos de primeiro grau, o que não era permitido pela Igreja Ortodoxa Russa, na qual fora criada. Assim, quando Jorge fez a proposta, Maria informou-lhe que o casamento era impossível e que ele deveria permanecer apenas como seu amigo querido. A rainha Vitória comentou mais tarde que Jorge perdeu Missy por esperar e esperar.
Nessa época, o rei Carlos I da Romênia procurava uma noiva adequada para o príncipe Fernando, a fim de garantir a sucessão e a continuação da Casa de Hohenzollern-Sigmaringen. Possivelmente motivado pela perspectiva de eliminar as tensões entre Rússia e Romênia sobre o tema do controle sobre a Bessarábia, a duquesa de Edimburgo sugeriu que Maria conhecesse Fernando. Seu primeiro encontro ocorreu durante um jantar de gala e os dois conversaram em alemão. Ela achou-o tímido, mas amável, e o segundo encontro foi bem sucedido. Logo que o compromisso foi formalizado, a rainha Vitória escreveu à princesa Vitória de Hesse que [Fernando] é bom e seus pais são encantadores, mas o país é bastante inseguro e a imoralidade da sociedade de Bucareste é terrível. Naturalmente, o casamento terá que ser atrasado em algum tempo, visto que Missy só completará 17 anos no final de outubro! Da mesma forma, a imperatriz-viúva da Alemanha escreveu à sua filha, a duquesa de Esparta, que até agora, Missy está bastante satisfeita, mas a pobre criança é tão jovem, como pode imaginar o que virá? No final de 1892, Carlos I foi a Londres encontrar-se com o duque de Edimburgo e a rainha Victoria, que finalmente concordou com o casamento e nomeou-o cavaleiro da Ordem da Jarreteira.
Em 10 de janeiro de 1893, Maria e Fernando casaram-se, no Castelo de Sigmaringen, em três cerimônias: uma civil, uma católica (religião de Fernando) e uma anglicana. A cerimônia civil foi realizada no Salão Vermelho do castelo, por Karl von Wendel e o kaiser Guilherme II foi a primeira testemunha a assinar a certidão de casamento. Às quatro horas, a cerimônia católica foi celebrada na igreja da cidade, com Maria sendo conduzida ao altar pelo pai. A cerimônia anglicana foi mais modesta, sendo realizada em uma das salas do castelo. Embora Carlos I tenha concedido ao casal o Honigtag (um dia de lua de mel), Maria e Fernando passaram alguns dias no Castelo de Krauchenwies, na Baviera. De lá, eles partiram para o campo, mas a viagem foi brevemente interrompida por uma parada em Viena, onde visitaram o imperador Francisco José I. Devido às crescentes tensões entre a Áustria e a Romênia (a visita ocorreu em pleno progresso do Memorando Transilvano), a visita do casal foi breve e eles chegaram à cidade fronteiriça de Predeal após cruzar a Transilvânia em um trem noturno. Maria foi muito bem recebida pelo povo romeno, saudoso de uma monarquia mais próxima dele.

## Princesa herdeira consorte (1893-1914)

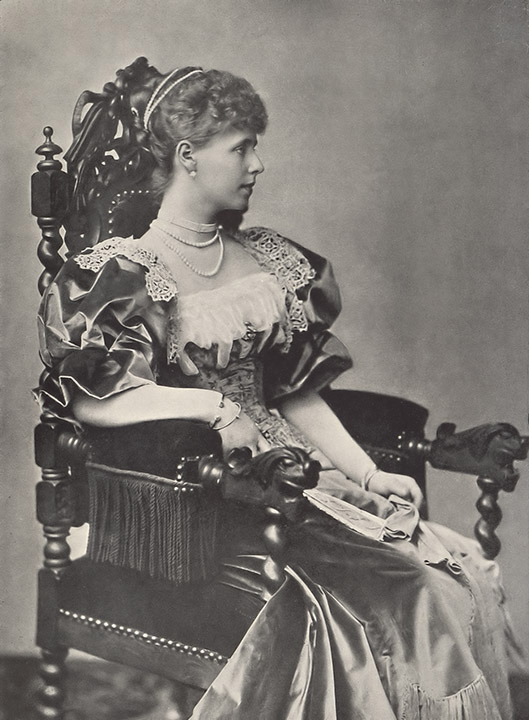
Maria, como princesa herdeira consorte, em 1893. Esta é a primeira foto da princesa na Romênia.

### Vida doméstica
Os primeiros anos de casamento de Maria e Fernando foram particularmente difíceis – anos depois, ela declarou ter sido uma pena termos perdido tantos anos de nossa juventude apenas para aprendermos a viver juntos! Eles tinham em comum o amor pelo país. Em sua memórias Maria afirmou que cometemos todos os erros, mas sempre tivemos a melhor das intenções em mente e estou convencida de que as pessoas sabem disso. Em seu diário, ela falou sobre seus primeiros anos de casamento: nós temos temperamentos completamente diferentes, somos incapazes de compreender certas coisas porque nossas mentes funcionam de forma completamente diferente. Em nossa juventude, fizemos sofrer um ao outro sofrer; éramos como dois cavalos mal emparelhados, apesar de sempre ter havidos questões sobre as quais concordamos. Aos poucos, o relacionamento do casal transformou-se apenas em uma cordial amizade: Maria respeitava Fernando por sua superioridade masculina e, mais tarde, como rei, e ele a respeitava porque percebeu que ela tinha uma melhor compreensão do mundo que ele. Posteriormente, Maria passou a acreditar que ela e Fernando foram os melhores colaboradores, os companheiros mais leais, mas as nossas vidas se entrelaçaram apenas em certos assuntos. Fernando apreciava a presença de Maria durante as marchas militares e a convidava frequentemente para esse tipo de evento.
Maria deu à luz seu primeiro filho, o príncipe Carlos, apenas nove meses após o casamento, em 15 de outubro 1893. Embora ela tenha pedido para usar clorofórmio a fim de aliviar as dores do parto, os médicos estavam relutantes em fazê-lo, por acreditar que as mulheres devem pagar em agonia pelos pecados de Eva. Somente após a insistência da duquesa de Edimburgo e da rainha Vitória, o rei Carlos finalmente permitiu o uso da droga na princesa. Maria não demonstrou muita alegria com a chegada de seu primogênito, tendo registrado que sentia-se como se estivesse virando a cabeça para a parede. Da mesma forma – embora a rainha Isabel de Wied tenha declarado que o parto foi o momento mais glorioso da vida [ de Maria ] –, ela só conseguia sentir a falta da mãe durante o nascimento de sua segunda filha, a princesa Isabel, em 1894. Após acostumar-se à vida na Romênia, Maria passou a regozijar-se com o nascimento de seus outros filhos, a princesa Maria (apelidada de Mignon), o príncipe Nicolau (apelidado de Nicky), a princesa Helena e o príncipe Mircea.
O rei e a rainha logo tiraram os príncipes Carlos e Isabel dos cuidados da mãe, pois consideravam inapropriado que eles fossem criados por pais tão jovens. Maria amava seus filhos, mas tinha dificuldades até mesmo para repreendê-los, falhando na tarefa de controlá-los adequadamente. Em consequência, as crianças reais receberam alguma educação, mas nunca frequentaram a escola. A incapacidade da família real em oferecer aos príncipes a mesma educação que teriam na sala de aula, fez com que suas personalidades apresentassem graves falhas à medida que cresciam. O primeiro-ministro Ion G. Duca escreveria mais tarde que era como se [o rei Carlos] quisesse deixar os herdeiros da Romênia completamente despreparados para o êxito.

### Vida na corte
Desde o início, Maria teve dificuldades para se adaptar à vida na Romênia. Sua personalidade e "alto astral" eram motivos frequentes de discussão na corte romena, e ela não gostava do ambiente austero de sua família. Em suas memórias, ela escreveu: não vim para a Romênia para ser adorada e mimada e fazer figura; vim para fazer parte da engrenagem à qual o rei Carlos dava corda. Fui importada para ser enfeitada, educada, modificada e treinada de acordo com a concepção do grande homem. Ao descrever seus primeiros dias na Romênia, Maria escreveu que por muito tempo ficou deprimida, enquanto seu jovem marido cumpria o serviço militar; sozinha em quartos que odiava, pesados quartos alemães. A imperatriz-viúva da Alemanha escreveu à duquesa de Esparta que Missy da Romênia é mais digna de pena do que você. O rei é um grande tirano em sua família e esmagou a independência de Fernando para que ninguém se importasse com ele, e sua bela e talentosa esposa, temo eu, mete-se em confusões e, como uma borboleta, em vez de pairar sobre as flores, queima suas lindas asas voando bem próximo do fogo! Maria aprendeu facilmente a falar a língua romena e seguiu os conselhos de sua mãe para vestir-se com apuro e demonstrar respeito pelos rituais ortodoxos.
Fernando e Maria foram aconselhados pelo rei Carlos a manter um grupo restrito de amigos. Assim, ela lamentava-se de que seu círculo familiar havia se reduzido a apenas o rei e o marido, que dedicava fervorosa admiração pelo velho homem de ferro, tremendo sempre que qualquer ação [dela] pudesse desagradar ao chefe da família. The Times Literary Supplement escreveu que Maria encontrava-se desde o momento de sua chegada a Bucareste, sob a tutela do severo disciplinador rei Carlos I.
Em 1896, Fernando e Maria mudaram-se para o Palácio Cotroceni, que havia sido especialmente organizado para o casal pelo rei. No ano seguinte, Fernando foi acometido pela febre tifoide. Ele delirou durante dias e, mesmo com todos os esforços de seu médico, ficou à beira da morte. Nesse período, Maria trocou inúmeras cartas com sua família na Grã-Bretanha e estava apavorada com a perspectiva de perder o marido. O rei ainda tinha um herdeiro no príncipe Carlos, mas havia o problema de sua pouca idade. Assim, toda a família desejava desesperadamente que Fernando sobrevivesse. Com a melhora de seu estado de saúde, Fernando e Maria foram para o Castelo de Peleş, em Sinaia, para um período de recuperação. Isso os impediu de comparecer às celebrações pelo jubileu de ouro da rainha Vitória, naquele verão. Durante a convalescença do marido, Maria passou a maior parte do tempo com seus dois filhos, levando-os em longas caminhadas e colhendo flores com eles. O inverno de 1897/1898 foi passado com a família imperial russa, na Riviera Francesa, onde Maria montava a cavalo com frequência, apesar das baixas temperaturas.

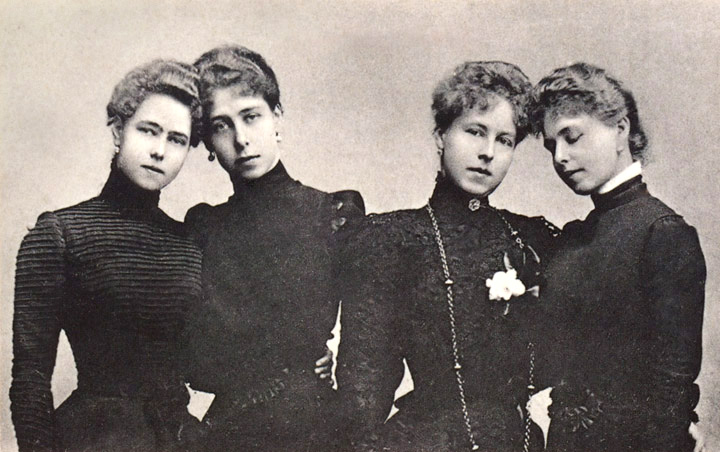
Maria (à extrema direita) e suas irmãs em luto pela morte de seu pai, em 1900

Nessa época, Maria conheceu o tenente Jorge "Zizi" Cantacuzino, membro, ainda que por um ramo ilegítimo, de uma antiga família principesca romena e um descendente do príncipe Şerban Cantacuzino. Apesar de não ser muito atraente, Cantacuzino destacava-se pelo senso de humor e pelo modo de se vestir, além do seu talento na equitação. Os dois logo se envolveram amorosamente, mas o caso foi encerrado quando a opinião pública tomou conhecimento. Por mais que condenasse o comportamento de Maria, sua mãe permitiu que ela seguisse para Coburgo quando, em 1897, supunha-se que ela estivesse grávida. Houve especulações sobre se a segunda filha de Maria, Mignon, seria filha de Cantacuzino e não de Fernando. Ao longo dos anos seguintes, também surgiram rumores de que Maria tivesse se envolvido com o grão-duque Boris Vladimirovich da Rússia, Waldorf Astor, o príncipe Barbu Ştirbey e Joe Boyle. Em 1903, Fernando e Maria inauguraram Pelişor, um castelo em estilo Art Nouveau em Sinaia que o rei Carlos havia encomendado para o casal real.
Em março de 1907, rebentou a Revolta dos Camponeses, no norte da Moldávia, gerando uma violenta repressão por parte de Carlos I. Maria só tomou conhecimento da força utilizada sufocar a revolta quando já era tarde demais para interceder. Depois disso, passou a usar com frequência trajes típicos romenos, tanto em casa quanto em público, iniciando uma tendência de moda entre as jovens de classe alta.
Em 29 de junho de 1913, a Bulgária declarou guerra à Grécia, dando início à Segunda Guerra Balcânica. Em 4 de julho, a Romênia entrou na guerra, aliando-se aos gregos. O conflito, que durou pouco mais de um mês, foi agravado por uma epidemia de cólera. O primeiro contato com uma epidemia representou uma reviravolta na vida de Maria. Com a ajuda do médico Ioan Cantacuzino e da irmã Pucci, uma enfermeira da Cruz Vermelha, a princesa viajou entre a Romênia e a Bulgária, levando seu auxílio aos hospitais. Estes eventos a prepararam para as experiências que viveria durante a Primeira Guerra Mundial. Como resultado da guerra, a Romênia recebeu a possessão da Dobruja do Sul, incluindo a cidade costeira de Balčik, onde Maria fez construir sua casa, anos depois. Logo após o final da guerra, Carlos I adoeceu.
Em 28 de junho de 1914, em Sarajevo, o arquiduque Francisco Fernando da Áustria, herdeiro do Império Austro-Húngaro, foi assassinado. A notícia chocou Maria e sua família, que encontrava-se em férias em Sinaia. Em 28 de julho, a Áustria-Hungria declarou guerra à Sérvia e a princesa anotou que a paz mundial foi despedaçada. Assim, em 3 de agosto, o rei convocou o Conselho da Coroa em Sinaia, a fim de decidir se a Romênia deveria entrar na guerra. Embora Carlos I fosse favorável a apoiar a Alemanha e as Potências Centrais, o conselho decidiu pela neutralidade. Pouco tempo depois, sua doença agravou-se, mas a possibilidade de abdicação não foi sequer discutida. Carlos I morreu em 10 de outubro de 1914 e Fernando sucedeu-o automaticamente.

## Rainha consorte da Romênia (1914-1927)

### Primeira Guerra Mundial
Logo no início da manhã de 10 de outubro, Maria recebeu um telefonema do príncipe Ştirbey, informando-a que ela havia se tornado rainha. Apesar de ter-se preparado mentalmente para sua ascensão durante algum tempo, a notícia foi um choque colossal para ela. No dia seguinte, ela e Fernando foram aclamados como rei e rainha na Câmara dos Deputados. Mais tarde, a nova rainha escreveu: nesse momento eu sabia que havia vencido, aquela estrangeira, a menina que veio por sobre as águas, não era mais uma estrangeira. A princesa Anne Marie Callimachi, uma amiga próxima de Maria, escreveu que como princesa herdeira, ela havia sido popular; como rainha, ela foi mais amada. A rainha teve uma grande influência sobre seu marido e toda a corte, o que levou o historiador A.L. Easterman a escrever que não foi ele [Fernando], mas Maria, quem governou a Romênia. À época da ascensão de Fernando, o governo era liderado pelo primeiro-ministro liberal Ion I. C. Brătianu. Segundo a tradição, Brătianu apresentou sua carta de demissão ao novo rei que, no entanto, a recusou, iniciando seu reinado sob um regime liberal. Fernando e Maria decidiram não fazer muitas mudanças na corte, permitindo que todos aceitassem a transição de um regime para o outro em vez de forçá-los. Assim, muitos dos servidores de Carlos I e Isabel foram mantidos em suas funções, mesmo aqueles por quem não nutriam simpatias. Com a ajuda de Brătianu, Maria começou a pressionar Fernando a entrar na guerra. Ao mesmo tempo, ela contatou vários parentes reinantes na Europa, tentando barganhar as melhores condições para a Romênia, caso o país entrasse na guerra. Maria favoreceu uma aliança com a Tríplice Entente (Rússia, França e Grã-Bretanha), em parte por sua ascendência britânica. A neutralidade implicava riscos e entrar na guerra com a Entente significava que a Romênia serviria como um "tampão" da Rússia contra possíveis ataques.

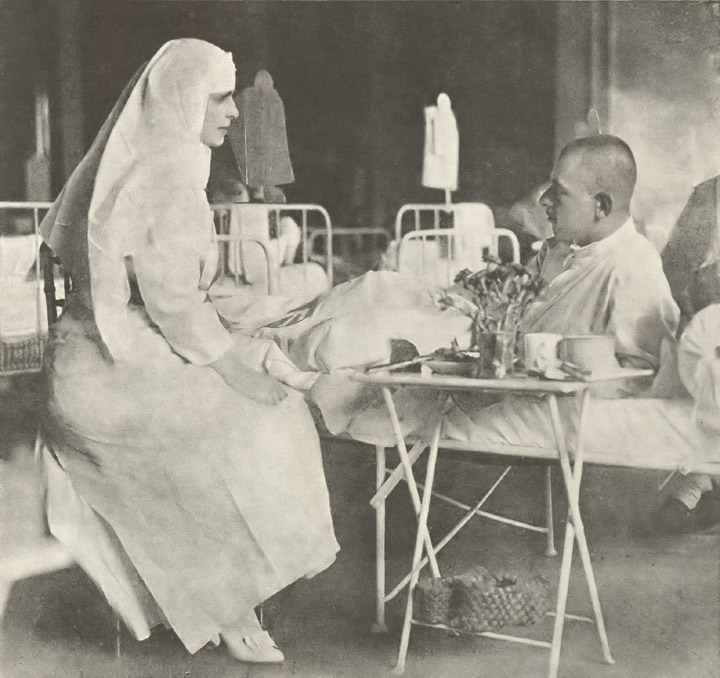
Maria em visita a um hospital militar em 1917.

Posteriormente, Maria exigiu de Fernando, em termos inequívocos, que ele entrasse na guerra – levando o ministro francês para a Romênia, Auguste Félix de Beaupoil, conde de Saint-Aulaire, a comentar que a rainha fora duas vezes aliada dos franceses: por nascimento e pelo coração. Fernando cedeu aos apelos de Maria e assinou um tratado com a Entente, em 17 de agosto de 1916. Em 27 de agosto, a Romênia declarou formalmente guerra à Áustria-Hungria. Saint-Aulaire escreveu que Maria abraçou a guerra como outros abraçariam a religião. Após comunicar aos filhos que o país havia entrado na guerra, Fernando e Maria demitiu seus funcionários alemães, que só poderiam permanecer a seus serviços como "prisioneiros de guerra" de nível inferior. No início dos confrontos, Maria esteve envolvida no auxílio à Cruz Vermelha romena e em visitas diárias aos hospitais. Durante o primeiro mês da guerra, a Romênia lutou nada menos que nove batalhas, sendo algumas em território romeno, como a Batalha de Turtucaia.
Em 2 de novembro de 1916, o príncipe Mircea, filho mais novo de Maria, que havia adoecido com a febre tifoide, morreu em Buftea. Perturbada, a rainha anotou em seu diário: nada mais será o mesmo?. Após a queda de Bucareste perante as tropas austríacas, a corte real foi transferida para Iaşi, capital da região da Moldávia, em dezembro de 1916. Lá, Maria continuou a atuar como enfermeira nos hospitais militares. Novamente auxiliada pelo Dr. Ioan Cantacuzino e pela irmã Pucci, ela tentou conter a propagação de a epidemia de tifo que varria a Moldávia e aproveitou a oportunidade para enviar seu filho, o príncipe Carlos, aos bairros periféricos, com suprimentos de comida e água, para que ele pudesse granjear o amor e o reconhecimento de seus futuros súditos. Diariamente, Maria vestia o uniforme de enfermeira e seguia para a estação de trens, para receber os soldados feridos e transportá-los ao hospital.

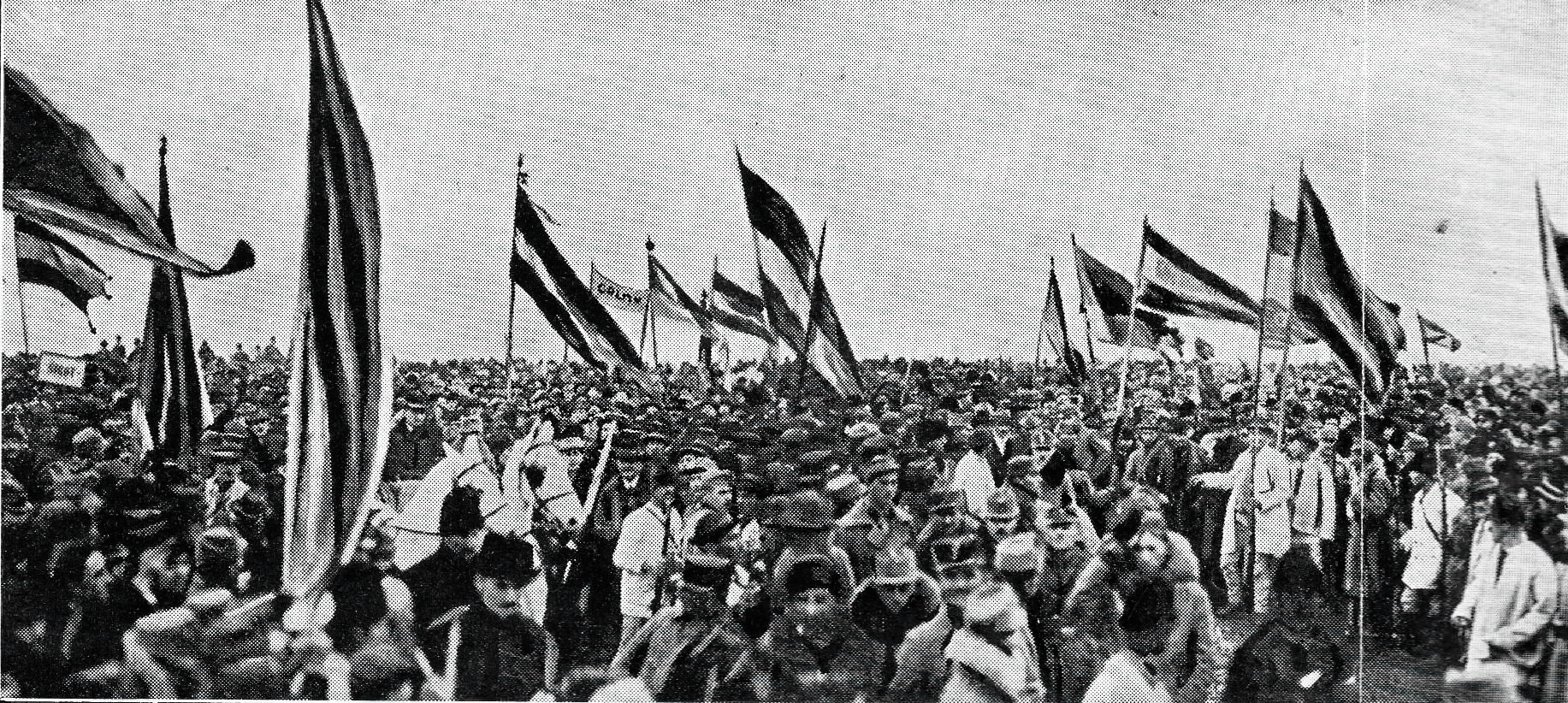
A assembleia em Alba Iulia, 1918.

Após o termo da Revolução Russa, no início de novembro de 1917, e da vitória dos bolcheviques, a Romênia tornou-se, nas palavras do diplomata Frank Rattigan, "uma ilha cercada pelo inimigo por todos os lados, sem qualquer esperança de ajuda dos Aliados". Logo depois, em 9 de dezembro de 1917, Fernando assinou a Trégua de Focşani. Maria considerou o tratado perigoso, enquanto Brătianu e Știrbey acreditavam ser uma medida necessária para a obtenção de mais tempo. Mais tarde, as reviravoltas nos eventos provariam que Maria estava correta. Em 1918, ela foi veementemente contra a assinatura do Tratado de Bucareste, dando origem à expressão que a descrevia como verdadeiramente o único homem na Romênia. O armistício com Alemanha, em 11 de novembro de 1918, pôs fim aos combates e à guerra.
No século X , o Principado da Hungria começou a conquista da Transilvânia, que foi concluída por volta de 1200. A ideia de uma Grande Romênia já existia na mente dos romenos daquela região a algum tempo e Brătianu apoiou ativamente esse conceito antes da guerra. Em 1918, tanto a Bessarábia quanto Bucovina votaram pela união com a Romênia. Uma assembleia teve lugar na antiga cidade de Alba Iulia, em 1 de dezembro de 1918, onde Vasile Goldiș leu a resolução pela união da Transilvânia com o Antigo Reino. Esse documento, apoiado tanto pelos romenos quanto pelos deputados saxões, estabeleceu o Alto Conselho Nacional Romeno (Marele Sfat Național Român) para administrar temporariamente a província. Maria escreveu: o sonho da Grande Romênia parece estar se tornando uma realidade... é tudo tão incrível que quase não ouso acreditar. Após a assembleia, Fernando e Maria retornaram a Bucareste, onde foram recebidos com grande alegria: um dia de 'bárbaro e delirante entusiasmo', com bandas tocando, tropas marchando e as pessoas aplaudindo. As tropas aliadas participaram da celebração e Maria ficou exultante em ver a Entente pela primeira vez em território romeno.

### Conferência de Paz de Paris
Ela é magnífica, e nós, contra todos os protocolos, gritamos nossa admiração. O dia permaneceu cinza, mas a rainha Maria levava luz dentro de si.

— Le Matin, jornal francês
Como Fernando I recusou-se a assinar o Tratado de Bucareste e a Romênia foi hostil às Potências Centrais até o final da guerra, seu lugar entre os países vencedores durante a Conferência de Paz de Paris foi garantido. A delegação oficial foi conduzida por Brătianu, que mal começara seu terceiro mandato como primeiro-ministro. Sua rigidez, associada à relutância do primeiro-ministro francês Georges Clemenceau em esquecer a aceitação de Fernando ao Tratado de Bucareste, gerou um conflito aberto e a delegação romena deixou Paris, para o desespero dos "Quatro Grandes". Na esperança de resolver a situação, Saint-Aulaire sugeriu que Maria fosse enviada à conferência em seu lugar. A rainha encantou-se com a perspectiva.

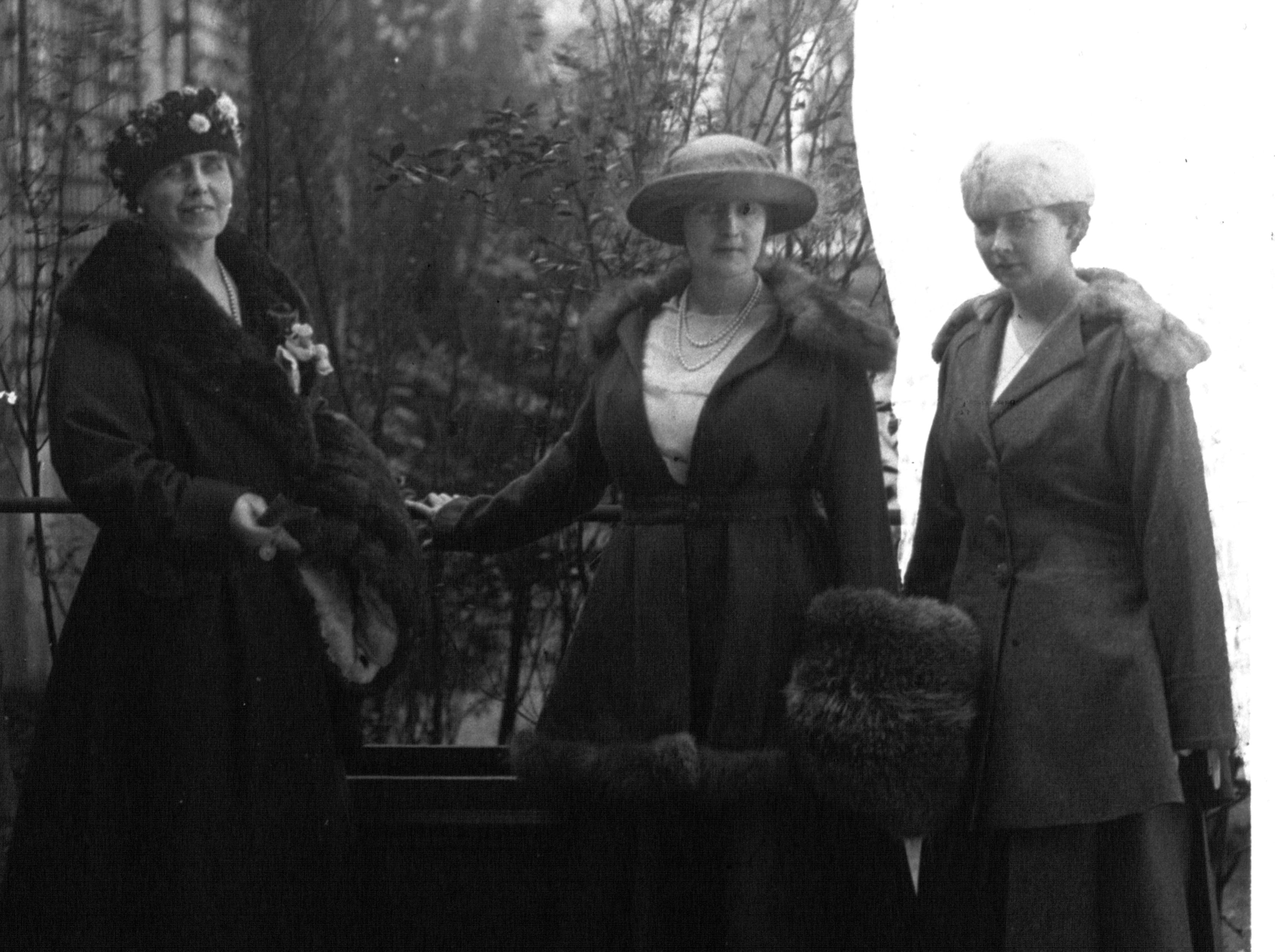
A rainha (à esquerda) com suas filhas Isabel e Maria, em Paris, 1919.

Maria chegou a Paris em 6 de março de 1919. Devido à sua ousadia durante a guerra, ela tornou-se imediatamente popular entre os franceses. Após reunir-se com Clemenceau, este disse-lhe abruptamente: Eu não gosto de seu primeiro-ministro, ao que ela respondeu: Talvez então você me ache mais agradável. O presidente Raymond Poincaré notou uma mudança na atitude de Clemenceau para com a Romênia, após a chegada de Maria. Depois de ficar em Paris por uma semana, ela aceitou o convite de Jorge V e da rainha Maria para cruzar o Canal da Mancha e hospedar-se no Palácio de Buckingham. Na esperança de conquistar o máximo possível de boa vontade para a Romênia, Marie aproximou-se de muitas figuras políticas importantes da época, incluindo lorde Curzon, Winston Churchill e Waldorf e Nancy Astor. Ela também visitava frequentemente seu filho Nicky, que estudava em Eton College. Marie ficou bastante feliz por retornar à Inglaterra após tanto tempo, escrevendo que foi uma tremenda emoção chegar a Londres e ser saudada na estação por Jorge e May.
Após concluir sua visita à Inglaterra, Maria voltou para Paris, onde o povo mostrou-se tão animado com sua chegada como havia sido algumas semanas antes. Multidões se reuniam em torno dela com freqüência, à espera de ver a "exótica" rainha da Romênia. O presidente norte-americano Woodrow Wilson não se impressionou com Maria, especialmente após os comentários reais – considerados inadequados – sobre as leis russas que tratam das relações sexuais. Maria chocou muitos oficiais ao deixar seus ministros de lado para liderar ela mesma as negociações. Sobre isso, ela comentou mais tarde: "Não se preocupem, vocês só têm que se acostumar com as falhas de minha virtudes". Maria deixou Paris com numerosos suprimentos, para alívio da Romênia. Mais tarde, naquele mesmo ano, a conferência resultou no reconhecimento internacional da Grande Romênia, duplicando o reino de Fernando e Maria para 295 000 quilômetros quadrados e aumentando sua população em dez milhões. Isso levou a grã-duquesa Maria Pavlovna da Rússia, que viveu brevemente em Bucareste, a concluir que por seu charme, beleza e ágil sagacidade, [Maria] poderia obter qualquer coisa que desejasse.

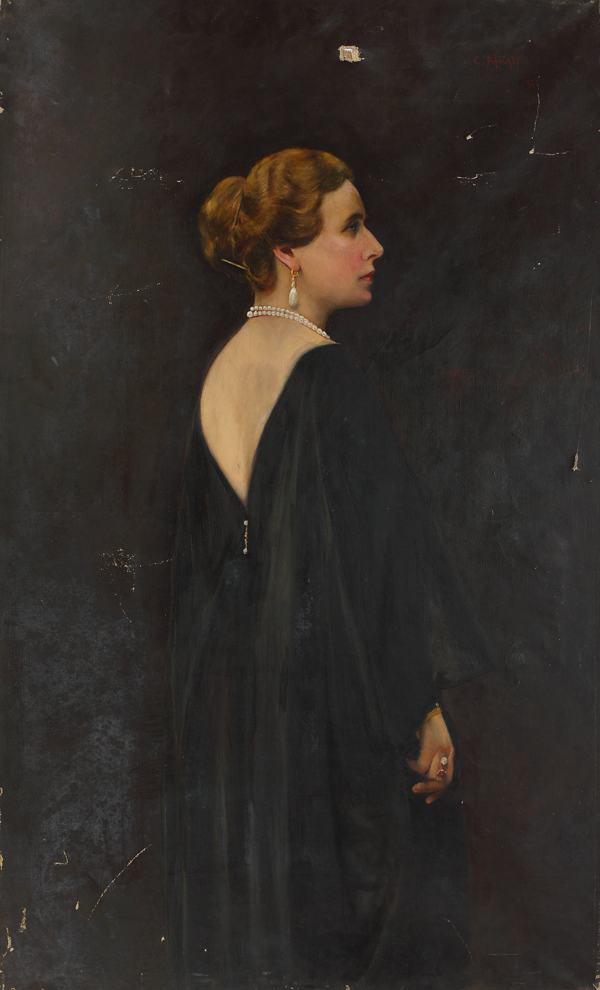
Maria nos anos 20

### Esforços dinásticos
Em 1920, a filha mais velha de Maria, a princesa Isabel, ficou noiva do príncipe Jorge da Grécia, filho mais velho do deposto rei Constantino I e de Sofia da Prússia (ex-duquesa de Esparta). Após convidar Jorge e suas duas irmãs, as princesas Helena e Irene, para hospedar-se Sinaia, Marie organizou numerosas atividades para o jovem casal e ficou encantada com a perspectiva de casar sua filha. Em 25 de outubro, eles foram informados da morte do rei Alexandre I e as princesas gregas deveriam ir ao encontro de seus pais. No dia seguinte, chegou a notícia da morte de Maria Alexandrovna, durante o sono, em Zurique. Maria preparou-se para seguir para a Suíça, onde entregaria Helena e Irene aos pais e organizaria os funerais da mãe. Jorge e Isabel permaneceram em Sinaia.
Pouco depois, o príncipe Carlos pediu a mão da princesa Helena e eles se casaram no ano seguinte. Maria ficou exultante com a união, visto que havia desaprovado a relação de Carlos com Zizi Lambrino e estava preocupada com o nascimento do filho do casal, que, para seu grande alívio, havia recebido o sobrenome da mãe. A criança foi considerada ilegítima e passou a maior parte de sua vida tentando provar o contrário. Em 1922, Maria casou sua segunda filha, Mignon, com Alexandre I da Sérvia (depois da Iugoslávia). Ela estava encantada com o nascimento de seus dois netos reais, os príncipes Miguel da Romênia e Pedro Iugoslávia, duas crianças destinadas a sentar-se em tronos da Europa que pareciam cimentar suas ambições. Os esforços dinásticos de Maria eram vistos pelos críticos como os de uma mãe manipuladora que sacrificava a felicidade de seus filhos para satisfazer seus planos, mas a verdade é que nenhum deles se casou contra a vontade.
Em 1924, Fernando e Maria realizaram viagens oficiais à França, à Suíça, à Bélgica e ao Reino Unido. Na Inglaterra, ela foi calorosamente recebida por Jorge V, que declarou que além dos objetivos comuns que perseguimos, há outros e queridos laços entre nós. Sua Majestade a rainha, minha querida prima, é britânica de nascença. Da mesma forma, Maria descreveu sua chegada à Inglaterra como um grande dia para mim, de emoções doces, felizes e ao mesmo tempo gloriosas por voltar como rainha de meu próprio país, ser recebida oficialmente, com toda a honra e entusiasmo ainda por cima — sentir seu coração inchar com orgulho e satisfação, sentir seu coração bater e lágrimas brotarem dos olhos, enquanto algo lhe dá um nó na garganta! Essas visitas de Estado eram um símbolo do reconhecimento e do prestígio que a Romênia ganhou após a Primeira Guerra Mundial. Durante a visita a Genebra, Maria e Fernando foram os primeiros monarcas a entrar na sede da recém-criada Liga das Nações.

### Coroação

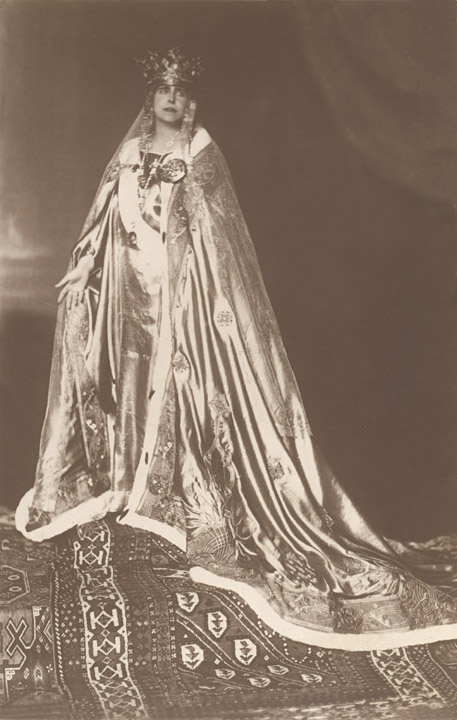
Foto oficial da coroação de Maria

Nessa época, os preparativos para a coroação de Fernando I e Maria foram concluídos. O local escolhido foi Alba Iulia, que havia sido uma importante fortaleza na Idade Média e onde Miguel, o Valente foi declarado voivoda da Transilvânia em 1599, unindo, pela primeira vez, a Valáquia e a Transilvânia. Como a cidade não dispunha de uma catedral ortodoxa — havia apenas a católica Catedral de São Miguel —, Maria fez erigir uma, em estilo bizantino. Esse edifício ficou conhecido como a Catedral da Coroação.
Um elaborado conjunto de joias e roupas foi feito especialmente para a coroação. A coroa de Maria foi concebida pelo pintor Costin Petrescu e feita em estilo Art Nouveau pela joalheria parisiense Falize. Inspirada naquela usada por Despina Elena, esposa de Neagoe Bassarabe, voivoda da Valáquia no século XVI, a coroa foi feita inteiramente com ouro da Transilvânia. Nas laterais havia dois pingentes, sendo um com as armas reais da Romênia e o outro com as armas do duque de Edimburgo, que Maria utilizou antes de se casar e ter seu próprio escudo. A coroa custou cerca de 6 500 francos, que foram pagos pelo Estado, através de uma lei especial.
Entre os convidados para a coroação estavam a irmã de Maria, a princesa Beatriz, o duque de Iorque e os generais franceses Maxime Weygand e Henri Mathias Berthelot. A cerimônia foi conduzida pelo Patriarca de Toda a Romênia, Miron Cristea, mas não foi realizada dentro da catedral porque Fernando, como católico romano, recusou-se a ser coroado por um membro da Igreja Ortodoxa Oriental. Após coroar a si próprio, Fernando coroou Maria, que se ajoelhou diante dele. Imediatamente, as salvas de tiros de canhão sinalizaram que os primeiros monarcas da Grande Romênia haviam sido ungidos. A festa foi dada na mesma sala em que a união havia sido proclamada em 1918; lá, foi oferecido carne assada a mais de 20 000 camponeses. No dia seguinte, Fernando e Maria fizeram uma entrada triunfal em Bucareste. O esplendor da coroação foi posteriormente mencionado como evidência de teatralidade de Maria. Posteriormente, em 1926, a rainha converteu-se à Igreja Ortodoxa Romena, alegando o desejo de estar mais próxima de seu povo.

### Visita à América
Nem mesmo a chuva forte e a neblina que obscureceram a distante Estátua da Liberdade poderiam ofuscar as boas-vindas reais que saudaram a Rainha Maria da Romênia tão logo ela desembarcou em Battery Park, esta manhã.

— The Montreal Gazette, jornal canadense
O Museu de Arte de Maryhill, em Maryhill, Washington foi inicialmente concebido como uma mansão para o rico empresário Samuel Hill. No entanto, por influência da famosa bailarina Loie Fuller, o edifício foi transformado em um museu. Hill desejava inaugurá-lo em 1926 e concebeu-o como um monumento à paz, à sua esposa Maria, e à própria rainha. Maria concordou em viajar à América para presenciar a inauguração, especialmente porque Fuller era uma velha amiga sua. Esta rapidamente montou um comitê de apoio ao "tour" e as medidas para a partida real foram tomadas. Maria viu na viagem uma oportunidade de "conhecer o país e as pessoas e colocar a Romênia no mapa". Ela partiu de Paris e atravessou o Atlântico a bordo do navio Leviathan, acompanhada dos príncipes Nicolau e Helena, desembarcando em Nova Iorque em 18 de outubro de 1926.
Após o desembarque, ela foi recebida com entusiasmo pelo povo americano, com apitos dos vapores, rugidos de armas em baforadas de fumaça branca contra a neblina cinzenta, vozes que a aclamavam na chuva pungente. Maria foi recebida formalmente por Jimmy Walker, prefeito da cidade de Nova Iorque. Constance Lily Morris, autora de On Tour with Queen Marie, escreveu que o povo estava animado com a chegada de Maria especialmente por seu encanto quase mítico, criado por notícias e rumores ao longo de sua vida. Morris observou que "a humilde rainha dos belgas veio uma vez com seu rei para uma breve visita e, anos atrás, o obscuro monarca havaiano nos tinha honrado, mas não houve outros. O momento não poderia ser melhor. Maria também era bastante popular nos círculos sufragistas, onde era vista como uma mulher cuja inteligência havia planejado muitos golpes de Estado, cujo cérebro pensava nas dificuldades de seu povo, que usava seus dons em bons propósitos.
Durante sua permanência no continente americano, Maria, Nicolau e Helena excursionaram por várias cidades dos Estados Unidos e Canadá. Muito populares, eles foram recebidos com igual entusiasmo em cada cidade que visitaram, tanto que [Nicolau e Helena] pareciam bastante atordoados com a enorme ovação. Antes de retornar à Europa, a rainha foi presenteada pela Willys-Knight com um carro à prova de balas, algo que aceitou alegremente. Morris escreveu que nossa última visão foi de Sua Majestade, seus filhos de ambos os lados, acenando de volta com aquele misto de tristeza e felicidade de quem acabou de passar por bons momentos. A escritora acompanhou Maria durante toda esta jornada e ofereceu um relato bastante detalhado da visita real aos Estados Unidos em seu livro, publicado em 1927.

## Viuvez

### 1927-30

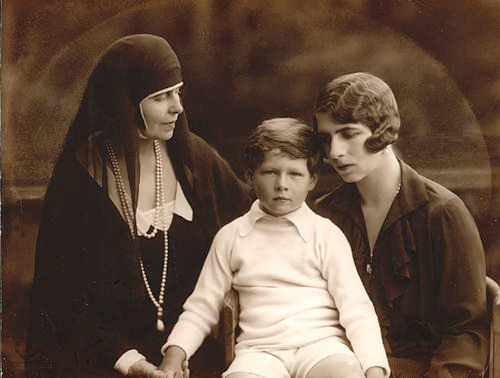
Maria com sua nora Helena e seu neto Miguel.

O príncipe Carlos provocou uma crise dinástica quando, em 5 de janeiro de 1926, renunciou oficialmente aos seus direitos sucessórios e a qualquer direito parental sobre o príncipe Miguel, que foi proclamado herdeiro. Uma lei de regência provisória foi aprovada, criando um conselho de regência composto pelo príncipe Nicolau, o patriarca ortodoxo Miron Cristea e o presidente da Corte de Cassação, Gheorghe Buzdugan. Porém, tanto Fernando quanto Maria estavam relutantes em deixar o país nas mãos de um menino de cinco anos de idade, mesmo supervisionado por um regência, por temerem que os territórios conquistados durante a Primeira Guerra Mundial fossem recuperados por seus vizinhos e que os conflitos políticos pudessem levar a distúrbios civis. No entanto, quando Maria voltou da América, a morte de Fernando parecia iminente. Ele sofria de câncer de intestino e, em abril de 1927, ficou tão próximo da morte que chegou a receber a extrema-unção. O rei faleceu em 20 de julho, nos braços de Maria. Mais tarde, ela escreveu: Estou tão cansado' foram suas últimas palavras e quando ele repousou tão sereno em meus braços, uma hora mais tarde, eu sabia que devia agradecer a Deus por ele, de qualquer forma. Foi verdadeiramente um descanso.
Miguel automaticamente sucedeu ao avô e o conselho de regência assumiu seu papel em nome do monarca. Em maio de 1928, Carlos, que estava insatisfeito em viver no exterior com Magda Lupescu, tentou voltar à Romênia com a ajuda do 1º visconde de Rothermere. Seus planos foram impedidos pelas autoridades inglesas, que procederam a sua expulsão da Inglaterra. Enfurecida, Maria enviou um pedido oficial de desculpas a Jorge V em nome do filho, que já havia começado a planejar um golpe de Estado. Carlos conseguiu divorciar-se da princesa Helena em 21 de Junho de 1928, por razões de incompatibilidade.
A popularidade de Maria foi gravemente afetada durante o reinado de Miguel. Em 1929, após recusar-se a fazer parte do conselho de regência, ela foi acusada pela imprensa — e até mesmo pela princesa Helena — de planejar um golpe. Surgiram nesse período numerosos rumores quanto ao possível casamento da princesa Helena com o czar da Bulgária ou o príncipe de Astúrias. Enfim, no início de 1930, acertou-se o seu noivado com Alexandre de Hochberg, um príncipe alemão menor. Este compromisso teve, no entanto, curta duração e Maria jamais conseguiu concretizar um enlace politicamente relevante para sua filha mais nova. A princesa terminou por casar-se com o arquiduque Antônio de Áustria-Toscana, em 1931.

### Reinado de Carlos

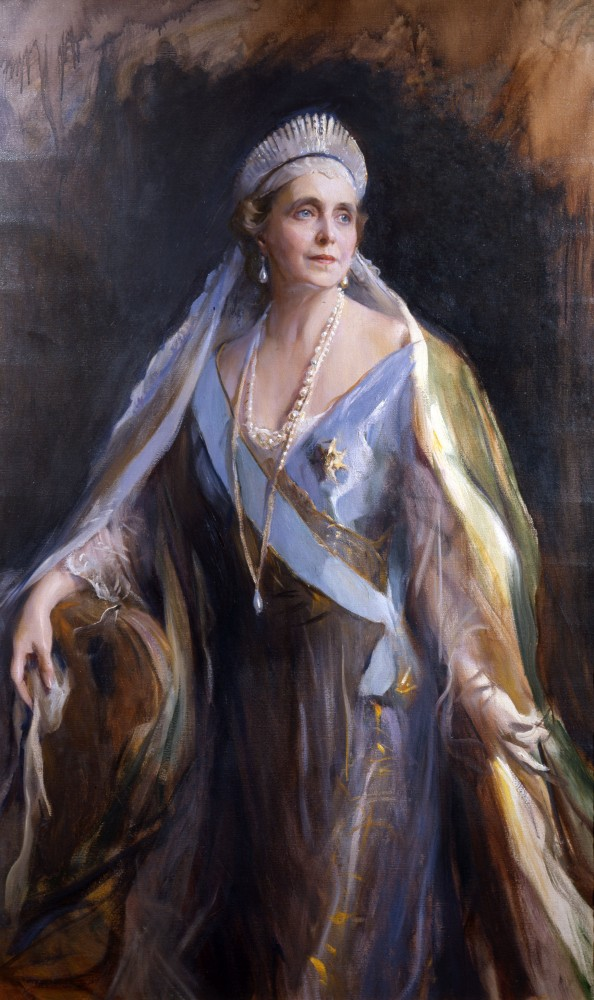
Maria em 1936, por Philip de László.

Em 6 de junho de 1930, Carlos chegou a Bucareste e seguiu para o parlamento, onde a Lei de Sucessão de 1927 foi declarada nula. Assim, ele usurpou o trono de seu filho, tornando-se o rei Carlos II. Ao saber de seu retorno, Maria, que estava no exterior, ficou aliviada. Os rumos que o país vinha tomando a deixavam em crescente angústia e ela viu a atitude de Carlos como a volta do filho pródigo. No entanto, assim que voltou a Bucareste, ela deu-se conta de que as coisas não iam bem. Carlos recusou-se a seguir os conselhos maternos para reatar o casamento com Helena, bem como jamais aconselhou-se com Maria em todo durante o seu reinado, selando o rompimento entre ambos.

Desolada e quase despojada de suas crenças, Maria voltou-se para os ensinamentos religiosos da Fé Bahá'í, que ela achou bastante atraente. Ela foi o primeiro membro de uma família real a se tornar um Bahá'í. Mais tarde, ela escreveu:
O ensinamento Bahá'í traz paz e compreensão. É como um grande abraço reunindo todos aqueles que há muito tempo procuram palavras de esperança. Ele aceita todos os grandes profetas que vieram antes, isso destrói qualquer outra crença e deixa todas as portas abertas. Entristecida pela incessante contenda entre os fiéis de várias confissões e cansada de sua intolerância uns com os outros, eu descobri no ensinamento Bahá'í o verdadeiro espírito de Cristo, tantas vezes negado e incompreendido: união em vez de conflitos, esperança em vez de condenação, amor em vez do ódio e uma grande tranquilidade a todos os homens.
Em 1931, o príncipe Nicolau fugiu com Ioana Doletti, uma mulher divorciada. Maria reprovou fortemente das ações do filho e ficou magoada pelas repetidas tentativas de Doletti de impedir que Nicolau se comunicasse com ela. Embora tenha culpado por algum tempo as mulheres pelas vidas de seus filhos, ela também chegou a culpar a si mesma, por não educá-los adequadamente. No entanto, ela, teimosa e continuamente, recusou-se a receber Magda Lupescu, mesmo depois dos apelos de Carlos. Até seus últimos anos, Maria raramente sequer mencionou o nome de Lupescu.
Com sua amante odiada em todo o país, era apenas uma questão de tempo até que surgisse uma oposição ao rei. A oposição mais proeminente veio da Guarda de Ferro, um grupo apoiado por Benito Mussolini e Adolf Hitler. Em dezembro de 1933, logo após Carlos recorrer ao apoio de Ion Duca, este foi assassinado pela Guarda de Ferro. Com a morte de Duca, a popularidade de Carlos despencou e surgiram rumores de que ele seria alvo de um atentado durante o desfile anual da independência. Para resguardar sua vida, ele determinou que Maria participasse do evento, no que seria sua última aparição pública.
Após o desfile, Carlos estava determinado a destruir a popularidade da mãe entre os romenos e tentou pressioná-la a sair do país. Maria não obedeceu ao filho e, em vez disso, retirou-se para suas propriedades. Inicialmente ela refugiou-se no Castelo de Bran, próximo a Brașov, no sul da Transilvânia, que havia sido dado a ela por autoridades locais em 1920 como presente de agradecimento. Depois, seguiu para Balčik, onde havia construído um palácio e uma pequena capela chamada Stella Maris. Ela também visitou Helena e seus filhos na Áustria. Esta, raramente recebia permissão de Carlos para visitar a Romênia, algo que irritava muito Maria. Depois disso, ela passou algum tempo em Belgrado com sua filha Mignon e seu genro, o rei Alexandre. Em 1934, Maria visitou a Inglaterra mais uma vez para encontrar-se com a duquesa de York, futura rainha Isabel, por quem ela se encantou.

### Doença e morte

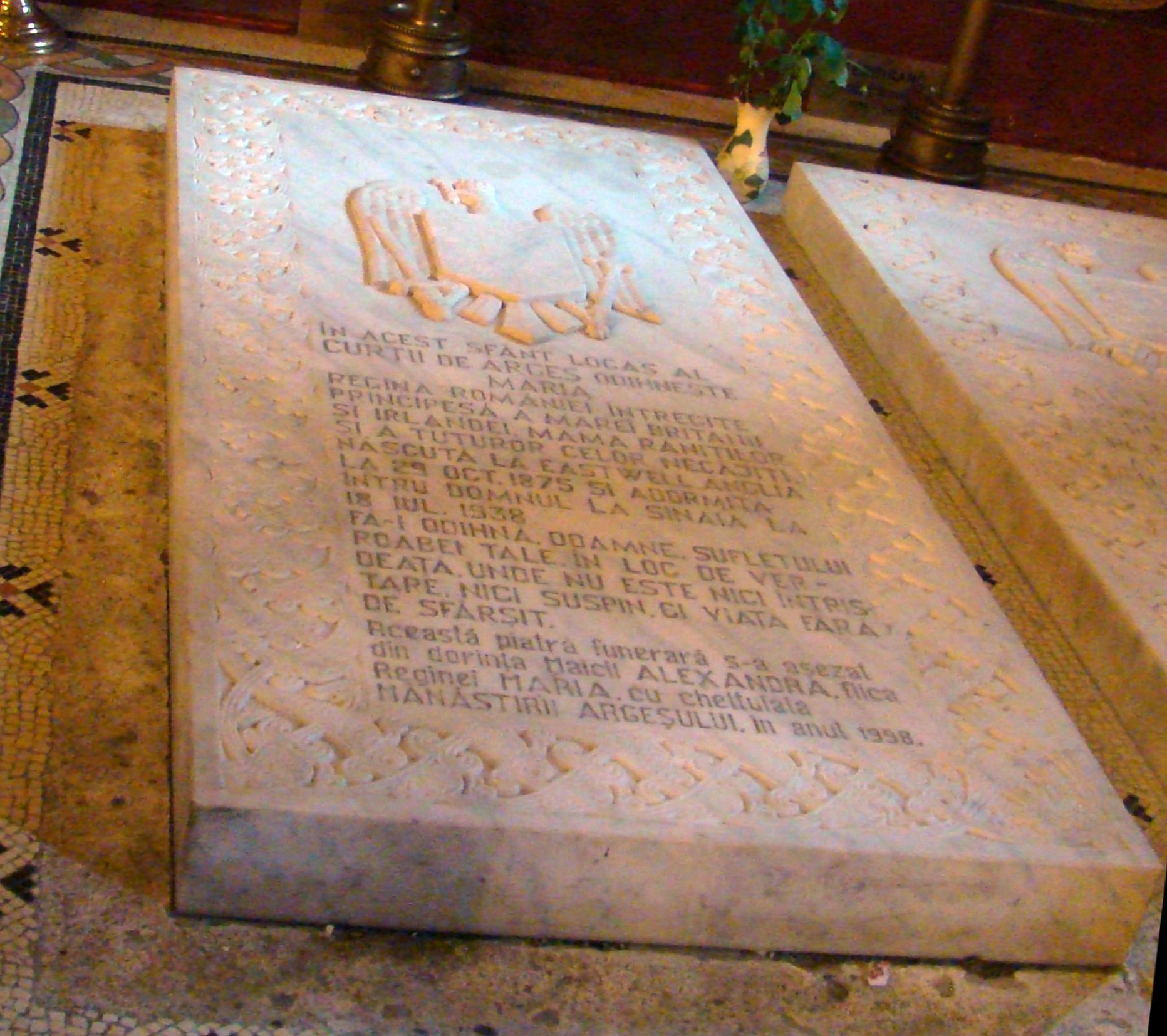
Túmulo de Maria, na Catedral de Curtea de Argeș.

No verão de 1937, Maria adoeceu e seu médico pessoal, Dr. Castellani, detectou um câncer pancreático, embora o diagnóstico oficial tenha sido cirrose hepática. Maria não bebia e, ao ouvir a notícia, teria dito: então deve haver uma cirrose não alcoólica, porque eu nunca na minha vida provei álcool. Foi prescrito a ela uma dieta de alimentos frios, injeções e repouso. Maria estava tão fraca que, por vezes, não conseguia sequer levantar uma caneta. Em fevereiro de 1938, ela foi enviada para um sanatório na Itália, na esperança de que pudesse se recuperar. Lá, ela foi visitada por Nicolau e sua esposa, a quem Maria finalmente perdoou por suas transgressões. Ela também recebeu a visita da princesa Helena — a quem não via há quase sete anos — e de Waldorf Astor. Posteriormente, ela foi transferida para um sanatório em Dresden. Cada vez mais fraca, ela pediu para ser levada de volta para a Romênia, para morrer lá. Carlos negou-lhe uma viagem de avião e ela recusou um voo médico oferecido por Hitler, preferindo retornar à Romênia de trem. Lá, Maria foi levada para o Castelo de Pelişor.
Maria morreu em 18 de julho de 1938, às 17h38m, oito minutos após entrar em coma. Seus dois filhos mais velhos, Carlos e Isabel, acompanhados do príncipe Miguel, estavam com ela nesse momento. Dois dias depois, em 20 de julho, o corpo de Maria foi levado para Bucareste e depositado na sala de visitas branca do Palácio Cotroceni para o velório. Seu caixão foi cercado por flores e velas e foi vigiado por soldados do 4.º Regimento de Hussardos. Milhares de pessoas passaram pelo seu esquife durante os três dias de velório — no terceiro dia, o palácio foi aberto aos operários das fábricas. O cortejo fúnebre seguiu para a estação de trem, passando sob o Arco do Triunfo. Seu corpo foi sepultado na Catedral de Curtea de Argeș. Conforme seu expresso desejo, seu coração foi guardado numa pequena caixa dourada decorada com os emblemas das províncias romenas e depositado na capela Stella Maris, em Balčik. Em 1940, durante a Segunda Guerra Mundial, quando a Dobruja do Sul foi cedida à Bulgária, seu coração foi transferido para o Castelo de Bran. Lá, Helena construiu uma capela para abrigar o coração, mantido em duas caixas dentro de um sarcófago de mármore.
Marie foi a última rainha consorte da Romênia, já que sua nora Helena recebeu apenas o título rainha-mãe entre 1940 e 1947. Ela foi uma das cinco netas coroadas da rainha Vitória e uma das três a manter sua posição de consorte após o término da Primeira Guerra Mundial, ao lado das rainhas Maud da Noruega e Vitória Eugênia da Espanha.

## Legado
De acordo com uma de suas biógrafas, Diana Mandache, Maria publicou ao longo de sua vida 34 livros e histórias curtas, tanto em romeno quanto em inglês. Isso inclui sua aclamada autobiografia, The Story of My Life, publicado pela Cassell em Londres, em três volumes. Maria manteve um diário de dezembro de 1918 até pouco antes de sua morte e teve seu primeiro volume publicado em 1996.
Mesmo antes de sua ascensão como rainha, Maria havia construído sua imagem pública como a de uma das mais belas e ricas princesas da Europa. Ela era conhecida principalmente por sua beleza e pelo seu talento para a montaria, escrita, pintura, escultura e dança. Sua popularidade foi obscurecida por duas campanhas caluniosas: uma movida pelas Potências Centrais durante a Primeira Guerra Mundial e outra movida por oficiais comunistas após a transição da Romênia para uma república socialista, 1947.

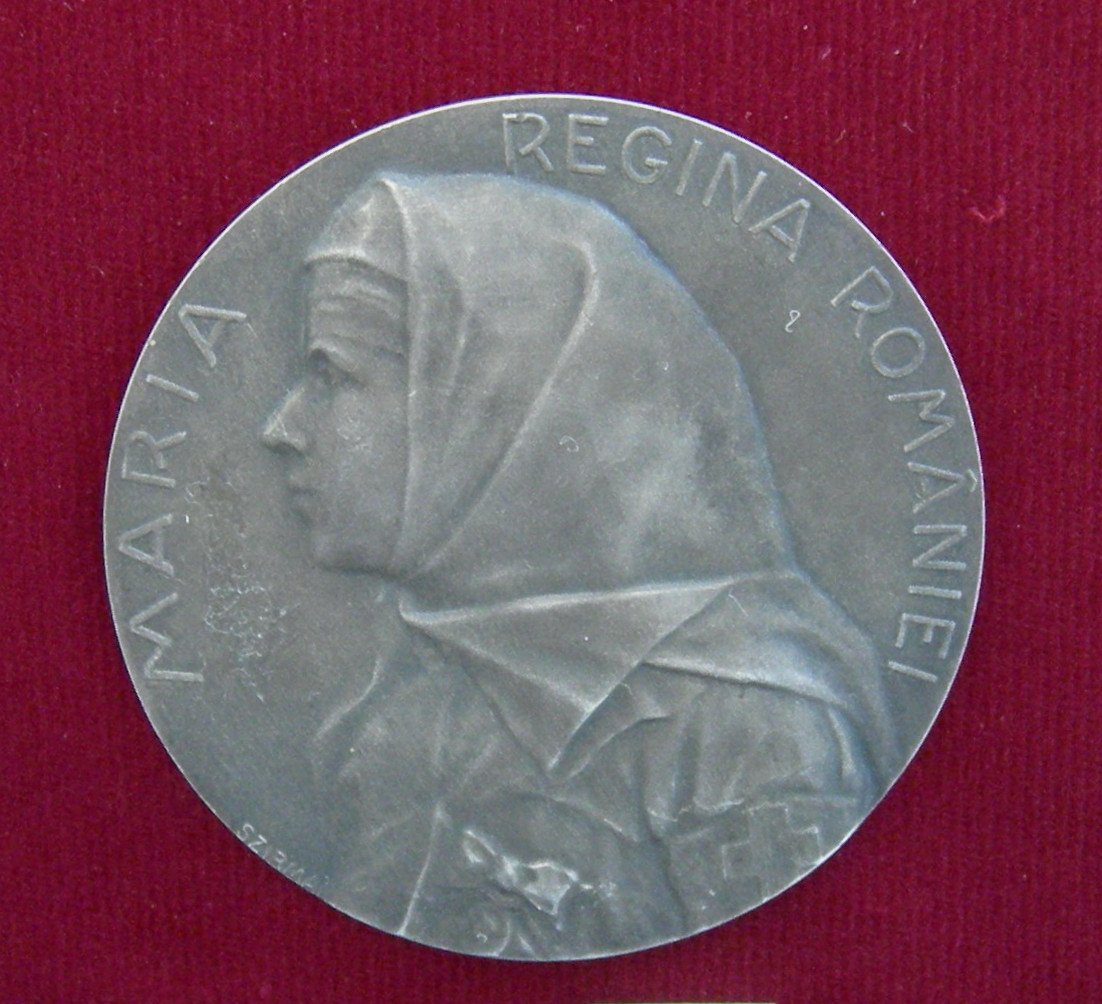
Medalha com a efígie de Maria.

Durante os 42 anos de regime comunista na Romênia, Maria foi alternadamente descrita como uma "agente do capitalismo inglês" ou como uma patriota dedicada que acreditava que seu destino estava entrelaçado com o da Romênia. Em 1949 o livro Adevărata istorie a unei monarhii ("A verdadeira história de uma monarquia"), de Alexandru Gârneaţă, refere as orgias que supostamente eram organizadas por Maria em Cotroceni e Balčik e afirma que, de fato, sua cirrose foi causada por suas bebedeiras, mencionando até exemplos de casos em que uma Maria bêbada precisava ser carregada para fora de um iate por seus companheiros de bebida. Supostos casos extraconjugais de Maria foram apresentados como provas de promiscuidade, o que violava os valores comunistas. Em 1968, as autoridades comunistas vandalizaram a capela do Castelo de Bran, abrindo o sarcófago e retirando as caixas que continham o coração de Maria. Em 1971, estes foram transferidos para Museu Nacional de História da Romênia, em Bucareste. Somente após o final do regime de Nicolae Ceauşescu, nos últimos anos antes da Revolução Romena, os méritos de Maria foram reconhecidos.
Maria é conhecida por apelidos Rainha Soldado e Mamma Regina,, mas também como a sogra dos Balcãs, devido aos casamentos de seus filhos entre casas reinantes da região. Na época de sua morte, seus filhos haviam reinado em três dos quatro países dos Balcãs, com exceção da Bulgária, embora seus descendentes não tenham subido a mais nenhum trono europeu. Maria foi chamada de uma das maiores figuras da história romena por Constantin Argetoianu, e, em sua memória, foi criada a Ordem da Cruz da Rainha Maria.
Até 2009 muitos dos pertences pessoais de Maria estavam em exibição no Castelo de Bran, residência onde passou seus últimos anos e onde funcionava um museu. Nesse ano, quando o castelo foi legalmente devolvido aos herdeiros da princesa Helena, o Ministério da Cultura transferiu a coleção para um edifício próximo, Vama Medievală, que também está aberto à visitação. O Museu de Arte de Maryhill apresenta uma exposição permanente intitulada "Maria, Rainha da Romênia", que inclui os trajes de coroação, uma réplica da coroa, pratarias, mobiliário dourado e jóias, entre outros itens.

## Descendência
| Nome                 | Foto | Nascimento         | Falecimento         | Notas |
| -------------------- | ---- | ------------------ | ------------------- | --- |
| Carlos II da Romênia |      | 15 de outubro 1893 | 4 de abril 1953     | Casou-se em 1918 com Joana Maria Valentina "Zizi" Lambrino (1898–1953), com descendência. Casou-se em 1921 com Helena da Grécia (1896-1982), com descendência. Casou-se em 1947 com Elena "Magda" Lupescu (1895-1977), sem descendência. |
| Isabel da Romênia    |      | 12 de outubro 1894 | 15 de novembro 1956 | Casou-se em 1921 com Jorge II da Grécia (1890-1947), sem descendência. |
| Maria da Romênia     |      | 6 de janeiro 1900  | 22 de junho 1961    | Casou-se em 1922 com Alexandre I da Iugoslávia (1888-1934), com descendência. |
| Nicolau da Romênia   |      | 18 de agosto 1903  | 9 de junho 1978     | Casou-se em 1931 com Ioana Doletti (1902/9–1963), sem descebdência. Casou-se em 1967 com Thereza Lisboa Figueira de Mello (1913–1997), sem descendência.                                                                                 |
| Helena da Romênia    |      | 5 de janeiro 1909  | 21 de janeiro 1991  | Casou-se em 1931 com o arquiduque Antônio de Áustria-Toscana (1901–1987), com descendência. Casou-se em 1953 com Stefan Issarescu (1906–2002), sem descendência.                                                                         |
| Mircea da Romênia    |      | 3 de janeiro 1913  | 2 de novembro 1916  | Morreu de febre tifoide. |

## Títulos, estilos, honrarias e armas

Brasão de Maria como princesa britânica.
Primeiro monograma da Rainha Maria.
Monograma da rainha Maria da Romênia.
Monograma da rainha Maria da Romênia.

### Títulos e estilos
- 29 de outubro de 1875 – 10 de janeiro de 1893: Sua Alteza Real princesa Maria de Edimburgo, Princesa de Saxe-Coburgo-Gota, Duquesa de Saxe[183][184]
- 10 de janeiro de 1893 – 10 de outubro de 1914: Sua Alteza Real A Princesa Herdeira da Romênia[185]
- 10 de outubro de 1914 – 20 de julho de 1927: Sua Majestade A Rainha da Romênia
- 20 de julho de 1927 – 18 de julho de 1938: Sua Majestade rainha Maria da Romênia

### Armas britânicas
Como neta pela linha masculina da monarca britânica, Maria trazia as armas reais com um escudo da Saxônia, diferenciado por um lambel de cinco pontas de argent; o par externo sustenta âncoras de azure, o par interno sustenta rosas de gules e o ponto central sustenta uma cruz de gules. Em 1917, o escudo foi abandonado por autorização real de Jorge V.

### Honrarias
- Grã-cruz da Ordem da Coroa (Romênia)[187]
- Legion d'Honneur (França)[188]
- Médaille militaire (França)[189]
- Dama da Ordem da Coroa (Itália)[190]
- Dama da Ordem da Coroa (Índia)[191]
- Dama da Real Cruz Vermelha (Reino Unido)[191]
- Dama da Real Ordem de Vitória e Alberto (Reino Unido)[191]
- Dama de Justiça da Venerável Ordem de São João de Jerusalém (Reino Unido)[191]
- 1,007ª Dama da Ordem das Damas Nobres da Rainha Maria Luísa (Espanha)

## Obras
- The Lily of Life, Crinul Vieţii, 1912
- The Dreamer of dreams, Visătorul de vise, 1912
- Ilderim, 1915
- Patru anotimpuri, 1915
- Povestea unei inimi, 1915
- Why? A Story of Great Longing, Povestea unui dor nestins, 1915
- The Stealers of Night, 1916, Londra
- Regina cea rea, 1918
- The Story of Naughty Kildeen, Povestea neastâmpăratei Kildeen, 1917
- O poveste de la Sfântul Munte, 1917
- My country, Ţara mea, 1921
- Minola, 1918
- Gânduri şi icoane din timpul războiului, Sibiu, 1919
- Peeping Pansy, Londra, 1920
- The Queen s of Romania Fairy Book, Cartea de basme a reginei României, 1923
- The Voice on the Mountain, Glasul de pe munte, 1923
- The Lost Princess, Londra, 1924
- Înainte şi după războiu, 1925
- The Magic Doll of Romania, New York, 1929
- Lulaloo, 1929
- Casele mele de vis, 1930
- Copila cu ochi albaştri, 1930
- Crowned Queens, Regine încoronate, 1930
- Stella Maris, 1933
- The Story of My Life, Povestea vieţii mele, 1934, ed. A II. A, Ed. Eminescu 1991